# توم راسيل (لاعب هوكي الجليد)
توم راسيل هو لاعب هوكي الجليد كندي، ولد في 1929 في هاميلتون في كندا.